# CD Dyna

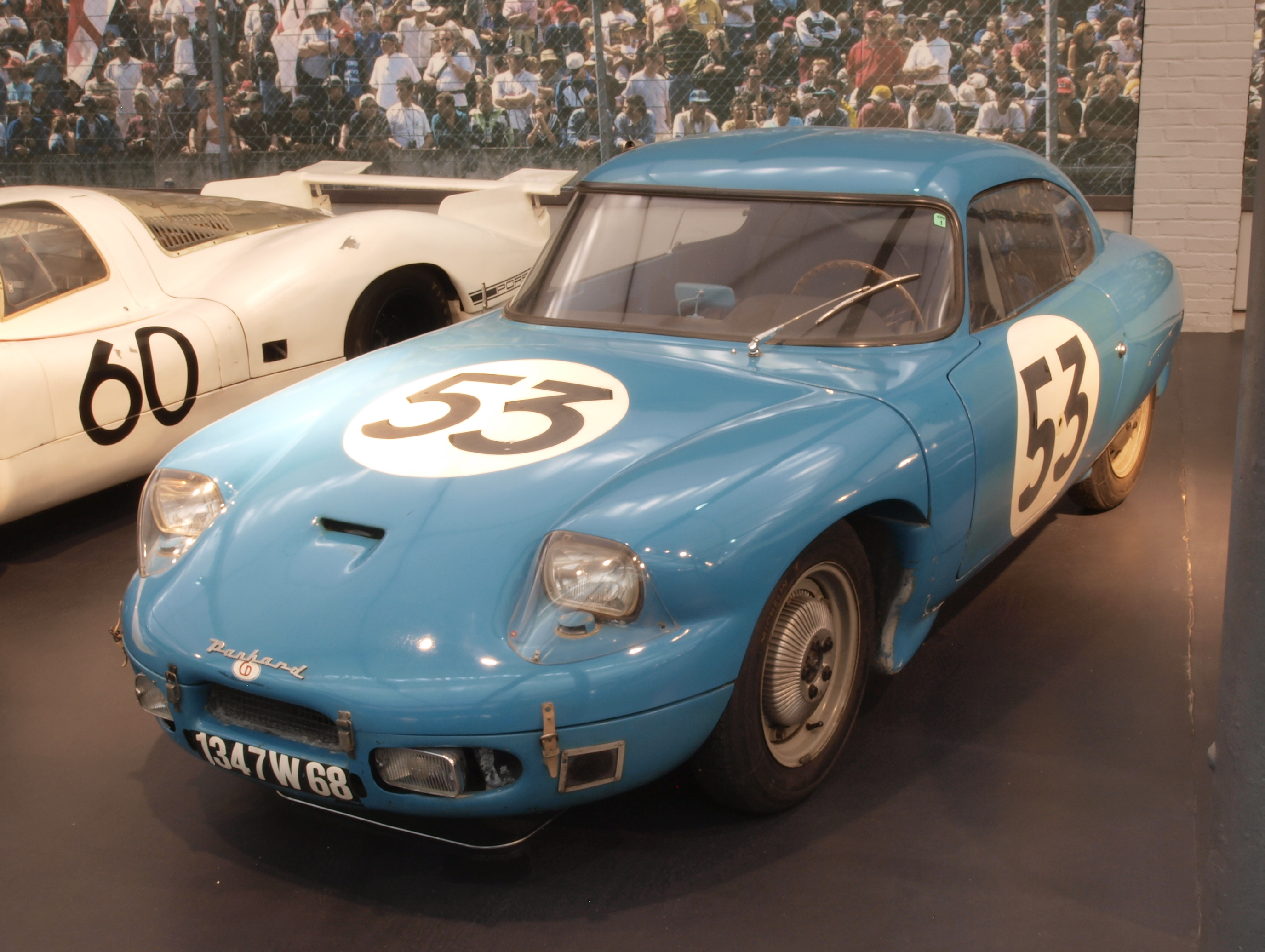
Der CD Dyna mit der Startnummer 53; André Guilhaudin und Alain Bertaut erreichten mit diesem Wagen beim 24-Stunden-Rennen von Le Mans den 16. Gesamtrang

Der CD Dyna, auch Panhard & Levassor CD Le Mans und Panhard CD oder CD-Panhard Dyna Coupé war ein Sportwagen-Prototyp, der 1962 bei Panhard & Levassor für das 24-Stunden-Rennen von Le Mans gebaut wurde.

## Namensgebung
Für diesen Sportprototyp gibt es unterschiedliche Schreibweisen und Bezeichnungen. In den Ergebnislisten des 24-Stunden-Rennens von Le Mans wird das Fahrzeug als CD Dyna geführt, daher wurde diese Typologie hier übernommen.

## Entwicklungsgeschichte
Ende 1961 wurde bekannt, dass sich der französische Automobilkonstrukteur Charles Deutsch von seinem langjährigen Partner René Bonnet getrennt hatte. Bei Panhard zeigte man großes Interesse an Deutsch, der vor allem als Aerodynamiker bekannt war. Deutsch willigte ein, für Panhard einen neuen Prototyp, diesmal ein Coupé, für das 24-Stunden-Rennen von Le Mans 1962 zu konstruieren. Deutsch hatte bereits an einem Sportwagenprojekt mit Panhard-Motor gearbeitet, die Kontaktaufnahme kam daher zum richtigen Zeitpunkt. Im Jänner 1962 begann die Arbeit an fünf Rohrrahmen für die Chassis, die die Bezeichnung 101 bis 105 erhielten. Nach dem Entwurf von Deutsch produzierte Chappe et Gessalin die fünf aerodynamischen Karosserien. Angetrieben wurden die Wagen von einem 702-cm³-2-Zylinder-Motor. Das Chassis 105 erhielt für die Tour de France für Automobile einen leistungsstärkeren 954-cm³-Motor.

## Renngeschichte
Seinen ersten Einsatz hatte das Coupé bei den Le-Mans-Testtagen im April 1962, wo Pierre Lelong und Bernard Boyer die 20.- bzw. 21-Zeit erzielten. Gemeldet waren die Fahrzeuge in der Klasse für Experimentalfahrzeuge bis 850-cm³. Die guten Testergebnisse sorgten bei Panhard für eine Erweiterung des Einsatzprogramms. So kam die französische Mannschaft im Mai 1962 mit zwei Fahrzeugen zum 1000-km-Rennen auf dem Nürburgring. Bernhard Boyer und André Guilhaudin erreichten den 24. Rang in der Gesamtwertung, während Alain Bertaut und Jean-Pierre Hanrioud ausfielen. In Le Mans waren drei der Coupés am Start, und das Fahrzeug mit der Startnummer 53, gefahren von Bertaut und Guildaudin, sorgte mit dem 16. Gesamtrang für den erhofften Klassensieg. Die Wagen von Boyer/Verrier und Lelong/Hanrioud fielen durch Motorschaden bzw. Unfall aus.
Ende des Jahres fuhr man noch die Tour de France und das 1000-km-Rennen von Paris, dann endete die kurze Rennkarriere der Dyna-Coupés.